# Romilly-sur-Seine
Romilly-sur-Seine is een gemeente in het Franse departement Aube (regio Grand Est). De gemeente telde 14.751 inwoners op 1 januari 2022. De plaats maakt deel uit van het arrondissement Nogent-sur-Seine.
Romilly-sur-Seine is een industriestad zonder veel monumenten uit het verleden. Het kasteel van Romilly is afgebroken en ook de oude kerk werd wegens bouwvalligheid in 1905 afgebroken en vervangen door een nieuwe. Van de voormalige cisterciënzer Abdij van Sellières is enkel het 18e-eeuwse abtenpaleis bewaard gebleven.

## Geschiedenis
In de Gallo-Romeinse periode lag er waarschijnlijk een villa op de heuvel Hauts Buissons.
In de middeleeuwen hing de plaats af van de heren van Romilly, wier (intussen verdwenen) kasteel iets ten noorden van het stadscentrum lag, en van de Abdij van Sellières. Tot de 18e eeuw was Romilly een grote plattelandsgemeente met rond 1700 ongeveer 1200 inwoners. Dat verklaart waarom na de Franse Revolutie het thans veel kleinere Nogent-sur-Seine werd gekozen als hoofdplaats van het arrondissement in plaats van Romilly.
Rond 1750 kwam er nijverheid in de stad, te beginnen met bonnetterie. In 1806 werkten al 700 mensen in deze industrietak. In 1848 werd de spoorweg aangelegd en de stad werd een spoorwegknooppunt. Ten gevolge van de nederlaag in de Frans-Duitse Oorlog en de annexatie van Elzas en Moezel verplaatste de Compagnie des chemins de fer de l’Est haar werkplaats naar Romilly. Hier kwamen 2000 mensen te werken. De bevolking groeide snel en ook de arbeidersbeweging maakt opgang. Aan het einde van de 19e eeuw was Romilly de eerste Franse gemeente met een arbeider als burgemeester (Henri Millet).
Tijdens de Eerste Wereldoorlog had de Franse bevelhebber Joseph Joffre enige tijd zijn hoofdkwartier in de gemeente. Er werd ook een militair vliegveld aangelegd.

## Geografie
De oppervlakte van Romilly-sur-Seine bedroeg op 1 januari 2022 25,32 vierkante kilometer; de bevolkingsdichtheid was toen 582,6 inwoners per km².
De gemeente ligt in de vlakte van Champagne en de vallei van de Seine en is over het algemeen vlak. Het hoogste punt is de heuvel Hauts Buissons (112 m).
De onderstaande kaart toont de ligging van Romilly-sur-Seine met de belangrijkste infrastructuur en aangrenzende gemeenten.

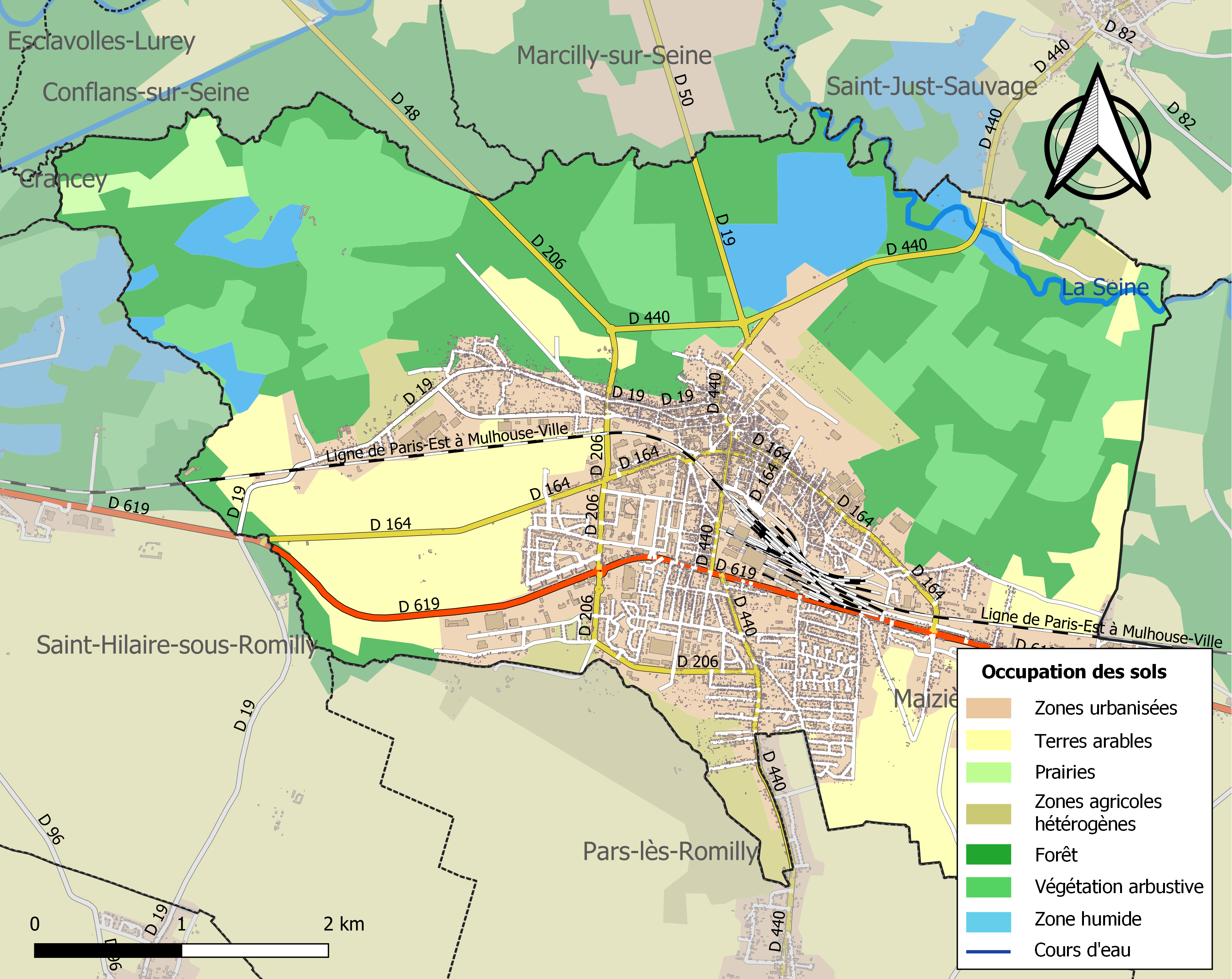

## Verkeer en vervoer
In de gemeente ligt spoorwegstation Romilly-sur-Seine.

## Demografie
Onderstaande figuur toont het verloop van het inwonertal (bron: INSEE-tellingen).

Vanwege een beveiligingsprobleem met de MediaWiki Graph-software is het momenteel niet mogelijk deze grafiek weer te geven. Zodra de software is bijgewerkt zal de grafiek vanzelf weer zichtbaar worden.